# Millennium
 For alternative betydninger, se Millennium (flertydig). (Se også artikler, som begynder med Millennium)
Et millennium (årtusind el. årtusinde) er en periode på 1.000 år. Et årtusind kræver et begyndelsesår, og i den vestlige verden bruges år 1 e. Kr. Det betyder at det nuværende årtusind begyndte d. 1. januar 2001. Inden for islam anvendes profeten Muhammeds udvandring fra Mekka til Medina i år 622 e. Kr. som begyndelsesår. Mange kulturer anvender månekalendere, hvor et år er på 353-355 dage. Dette gør at et årtusind kan være kortere i disse kulturer, selvom de er på tusind kalenderår.

## Milleniarisme
Inden for mange religioner er skiftet til et nyt årtusinde hæftet til forventninger om et nyt tusindårsrige, hvor fromme mennesker bliver belønnet, og syndige mennesker bliver straffet. Op til årsskiftet 1999-2000 var der en reel bekymring for om verdens computere gik i sort (Y2K). Det var dog et år for tidligt til at være en ægte milleniarisme.